# ユディト (ジョルジョーネの絵画)
『ユディト』（伊: Giuditta con la testa di Oloferne）は、ルネサンス期の巨匠ジョルジョーネが1504年に描いた絵画。まず間違いなくジョルジョーネの作品であると認められている数少ない絵画で、現在はサンクトペテルブルクのエルミタージュ美術館が所蔵している。1772年にパリのコレクションからエルミタージュ美術館が購入した作品だが、当時はラファエロの作品であると考えられていた。第二正典のユディト記に登場するユディトとホロフェルネスを描いた作品で、他の画家達もこの二人をモチーフにした絵画を多数描いている。

## 修復
19世紀後半には『ユディト』は厚い暗黄色のワニスに覆われており、オリジナルの状態とはかけ離れた状態にあった。さらに何度となく実施された不適切な修復作業が、ジョルジョーネ本来の表現を改ざんしてしまっていた。その後1893年になってエルミタージュ美術館の修復家A・シドロフが、もともと板絵だった『ユディト』を正確にカンバスに移植している。1967年に『ユディト』を修復洗浄することが決定し、修復工房の責任者A・V・ブリアンゼフの指揮のもと、優秀な修復技術を持ったA・M・マローヴァが修復作業を任せられた。作業全般にかかわる管理者はレニングラードとモスクワの専門家たちで構成されていた。
最初に綿密な紫外線による精査と光学顕微鏡による解析が行われた。これらの解析の結果、もっとも損傷が激しいのは草、地面、樹木であることが判明した。過去に実施された修復時に、必要以上に過剰で大規模な塗り直しが行われていたのである。作品を厚く覆っていたワニスは、特殊な溶液で湿らせた綿玉と、顕微鏡ごしに非常に鋭利なメスを使って全て取り除かれた。一日に2cm²から6cm²の修復という慎重な作業でオリジナルの状態に修復されていった。
『ユディト』の修復作業は1971年に完了した。作品本来の輝きと深みを取り戻し、それまでは見えていなかった塔と小山が背景にその姿をあらわしている。